# Filipp Petrowitsch Stepanow

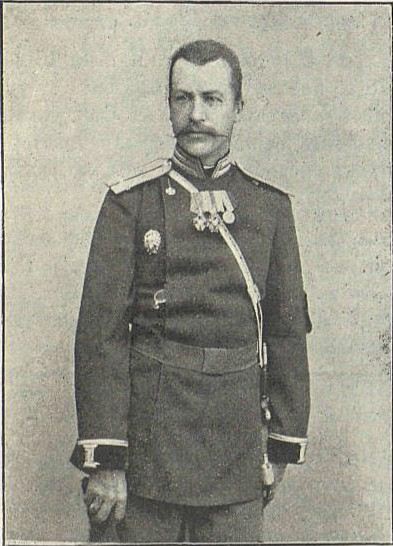
Filipp Petrowitsch Stepanow

Filipp Petrowitsch Stepanow (* 3. Juli 1857 im Gouvernement Kaluga, Russisches Kaiserreich; † 7. Januar 1933 in Belgrad, Jugoslawien) war Kammerherr des kaiserlichen Hofes und Amtsanwalt des Moskauer Heiligen Synods.

## Leben
Stepanow war Sohn des Generals und Kommandanten von Zarskoje Selo Pjotr Alexandrowitsch Stepanow, Enkel des ersten Gouverneurs des Gouvernement Jenisseisk, Gouverneurs des Gouvernement Saratow, Heimatforschers und Schriftstellers Alexander Petrowitsch Stepanow (1781–1837), Neffe des Karikaturisten Nikolai Alexandrowitsch Stepanow (1807–1877). Sein älterer Bruder Michail Petrowitsch Stepanow (1853–1917) nahm am Russisch-Osmanischen Krieg (1877–1878) teil, wurde Kavallerie-General und 1882 einer der Gründer und erster Sekretär der Kaiserlichen Orthodoxen Palästina-Gesellschaft.
Filipp Stepanow begann 1876 seine Offiziersausbildung als Kammer-Page im St. Petersburger Pagen-Korps. Als Kornett nahm am Russisch-Osmanischen Krieg (1877–1878) teil, wofür er den St. Anna-Orden 4. Klasse erhielt. 1880 trat er in die Nikolajewsker Ingenieur-Akademie ein. Danach wurde er nach Warschau zum Bau eines Forts auf dem linken Weichsel-Ufer versetzt. 1890 verließ er den Militärdienst und trat in das Verkehrsministerium ein als Assistent des Leiters der Abteilung für die polnische Eisenbahn in Rowno. 1891 wurde er Abteilungsleiter für den Eisenbahnbereich Samara-Zlatoust zunächst in Minjar, ab 1892 in Ufa sowie 1893 für den Bereich Moskau-Kiew in Mzensk und dann in Orjol.
1895 erhielt Stepanow nach eigener Aussage vom Adelsmarschall Alexei Nikolajewitsch Suchotin (später Vizegouverneur Altpolens) in Tschern bei Tula die Protokolle der Weisen von Zion, wofür es allerdings keinen Beleg gibt. Die ihm zugeschriebenen Ausgaben sind bisher nicht gefunden worden. 1897 habe er die Protokolle der Großfürstin Jelisaweta Fedorowna, Schwägerin Zar Nikolaus II. übergeben.
1901 beteiligte sich Stepanow an der Reform der Hochschule für Kirchengesang. 1906–1917 war er Amtsanwalt des Moskauer Heiligen Synods für die Synodal-Hochschule und den Synodal-Chor. 1907 wurde er kirchlicher Aufseher der Gemeindeschulen. 1908 nahm er teil an der Weihe einer neuen Kirche auf den Solowezki-Inseln. Er wurde Vorstandsmitglied der 1909 gegründeten Bruderschaft der Auferstehung Christi. 1910 trat er auf allerhöchsten Befehl in den Arbeitsausschuss für die Sanierung und Restaurierung der Moskauer Mariä-Himmelfahrts-Kathedrale ein. Auch wurde 1910 auf persönlichem Befehl Zar Nikolaus II. unter Stepanows Vorsitz die Synodal-Kommission für Fragen des Kirchengesanges gegründet. 1911 machte er mit dem Dozenten der Synodal-Hochschule Alexander Dmitrijewitsch Kastalski eine Gastspielreise in Europa. 1914 nahm er an der ersten Beratung über die 25 Verehrer des Namens Gottes teil, über die das Synodal-Gericht zu befinden hatte.
Die Februarrevolution 1917 begrüßte Stepanow. Nach der Oktoberrevolution verließ er jedoch St. Petersburg und begab sich nach Sotschi zu Iwan Alexandrowitsch Schmelew, der dort seit 1901 lebte und Musikunterricht gab. Zusammen führten sie eine Kinderoper auf. 1920 emigrierte Stepanow nach Jugoslawien.
Stepanow war verheiratet mit Nadeschda Iwanowna Ridel und hatte vier Kinder: Wera (1885–1954), Nikolai (1886–1981), Marina (1887–1931 als Gefangene in der Oblast Nowosibirsk) und Pjotr (1891-?). Stepanows Großenkel Fürst Wladimir Kirillowitsch Golizyn (* 1942) ist Starost der Orthodoxen Kathedrale in New York.

## Ehrungen
- St. Anna-Orden 4. Klasse (1878)
- Sankt-Stanislaus-Orden 3. Klasse
- Orden des Heiligen Wladimir 3. Klasse (1911)
- St. Anna-Orden 3. Klasse